# Ensemble choral du Bout du Monde
L'Ensemble choral du Bout du Monde (ECBM) est un groupe vocal et instrumental de Bretagne fondé en 1977. Il rassemble plus de cent choristes et une dizaine de musiciens originaires d'une quarantaine de communes du Finistère. Depuis 1989, l'ensemble est placé sous la direction de Christian Desbordes qui signe également la plupart des arrangements et compositions musicales du répertoire du groupe.
L'Ensemble a collaboré avec Alan Stivell, Idir, Youenn Gwernig, Gilles Servat, Tri Yann...

## Historique
Fondé en 1977 par René Abjean, l'Ensemble Choral du Bout du Monde résulte de la collaboration entre les chorales de Ploudalmézeau, du Folgoët et de Plouguerneau. Sa vocation première est de promouvoir la langue bretonne et la culture bretonne à travers de nombreuses créations originales. 
René Abjean met en musique des textes de Job an Irien pour plusieurs compositions vocales : Ar Marc'h dall (1979), Missa Keltia (1982), War varc'h d'ar Mor (1987), Kan evit ar peoc'h (1989). 
En 1989, Christian Desbordes prend la direction de l'ensemble, succédant à René Abjean. En 1991, il compose la musique d'une production théâtrale pour la compagnie Ar Vro Bagan, La Passion Celtique (Ar Basion Vras) pour lequel il obtient le prix régional de la création. L'Ensemble accompagne la troupe pour une trentaine de représentations en Bretagne, mais également à Saint-Jacques-de-Compostelle en Galice.
En 1993, un oratorio celtique est créé à l'abbaye de Landévennec, à partir du texte poétique de Job An Irien War heñchou ar bed (Sur les chemins du monde),  mis en musique par Christian Desbordes. Ces deux auteurs s'associent à nouveau en 1995 pour créer la messe à Saint-Guénolé.
Christian Desbordes réalise également pour la chorale des arrangements de chants traditionnels, notamment des pièces extraites du Barzaz Breiz enregistrées pour un album en 1994.
En 1997, dix chants et deux instrumentaux composent l'album Nedeleg - Noëls celtiques d'hier et d'aujourd'hui. En mai 1999, cette œuvre remporte à Atlanta « The Indie Award for the best seasonal music », une distinction attribuée par l'AFIM (Association of Independent Music).
Le 26 décembre 1999, dans le cadre du Jubilé de l'an 2000, la cantate Kalon ar bed (Le cœur du monde) est interprétée pour la première fois en la cathédrale de Quimper. Elle retrace l'histoire de la chrétienté en Bretagne, sur un texte de Job An Irien et des compositions originales de Christian Desbordes et René Abjean, avec la présence de la chorale brestoise Mouez ar Mor.
En 1999, le spectacle Buhez (Vie) est créé dans le cadre du festival Kann al Loar, constitué de quatorze chants composés à partir de textes écrits par des auteurs bretons contemporains (Youenn Gwernig, Anjela Duval, Per-Jakez Helias, Yann-Ber Piriou, Glenmor, Roparz Hemon, Gilles Servat, Job An Irien...). Les arrangements sont de Christian Desbordes sur des musiques originales de Youenn Gwernig, Gilles Servat, Alan Stivell, Melaine Favennec, Glenmor et Christian Desbordes. L'album Buhez sorti en 2001 est nommé au concours des Prizioù par France 3 Bretagne. En 2001, Christian Desbordes compose à nouveau la musique d'un spectacle son et lumière de la troupe de théâtre Ar Vro Bagan, Tristan et Iseult.
En 2005, Deiz al lid est un spectacle mêlant la langue bretonne à d'autres cultures enracinées, autour des valeurs de partage, paix, amour, amitié et la fête entre les peuples. L'album de cette création sort en 2008, dédicacé par Enya, avec la participation d'Idir, Jesus Cifuentes du groupe Celtas Cortos, Carlos Soto et Maria Desbordes d'Awen Magic Land, le harpiste Eduardo Tarilonte et le joueur de guitare flamenco Raúl Olivar.
En décembre 2018, dix ans après Deiz al lid, Stér an dour (le sens de l'eau) est un nouvel album qui invite au voyage, sur le chemin de la vie. Il s'ouvre à nouveau par une chanson de Jean-Jacques Goldman (Pourquoi cette pluie écrite avec Idir), avec au chant Idir, Gilles Servat, Véronique Autret et les musiciens Kevin Camus, Carlos Soto, Maria Desbordes, Blanca Altable.

## Collaborations

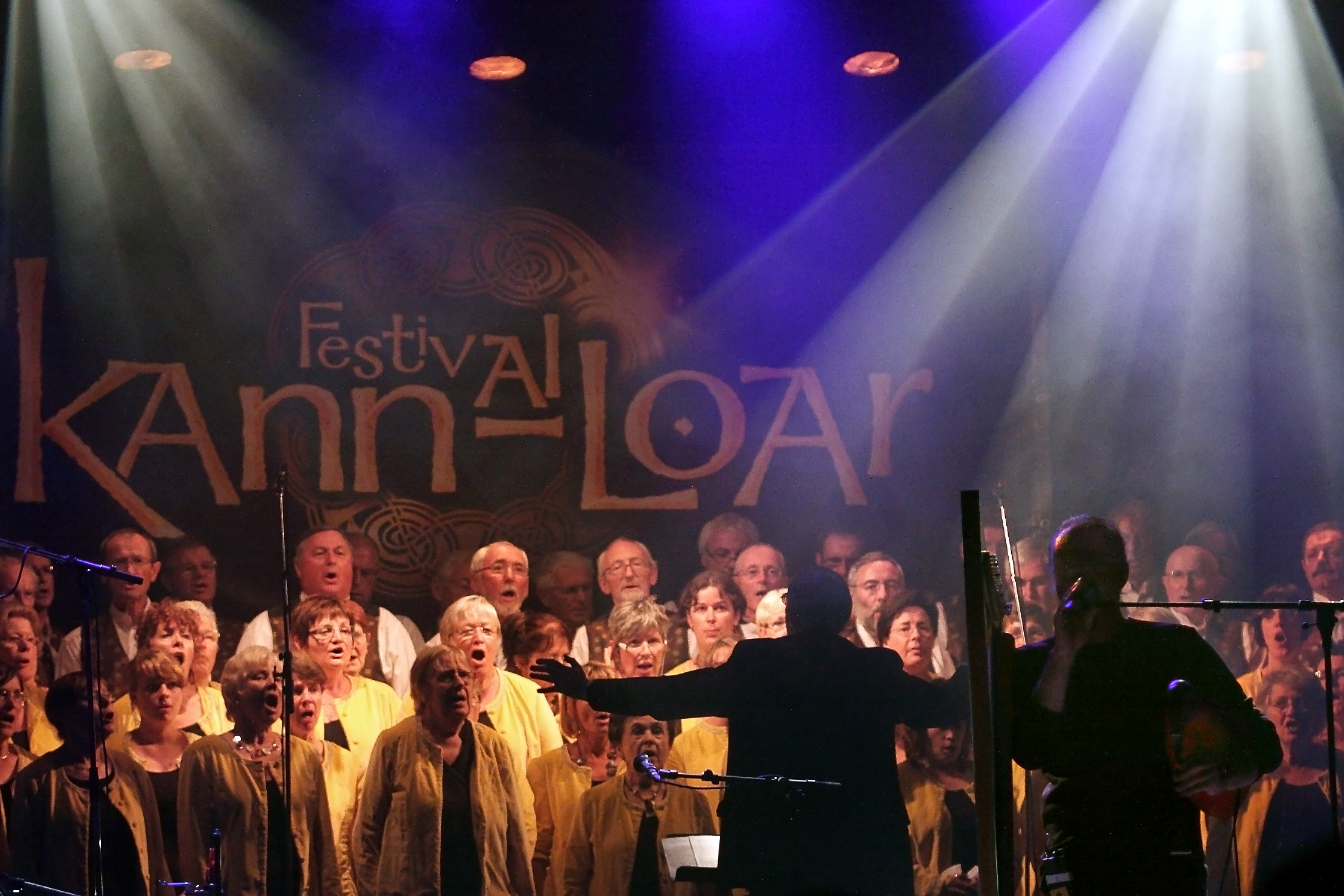
L'Ensemble choral du Bout du Monde avec Alan Stivell au festival Kann al Loar 2010.

En 2006, l'Ensemble Choral du Bout du Monde participe à la tournée estivale de Gilles Servat et l’accompagne sur la scène de l’Olympia le 12 novembre pour son concert « 35 ans, 35 chansons », avec la présence de Nolwenn Korbell, qui donne lieu à l'enregistrement du double album Je vous emporte dans mon cœur.
En 2010, l'Ensemble Choral du Bout du Monde est invité par Alan Stivell sur son album Emerald pour interpréter le triptyque « Mac Crimon » inspiré du thème de Klemmgan Mac Crimon de Roger Abjean. Il l'accompagne cette même année au festival Kann al Loar de Landerneau ainsi qu'au Festival interceltique de Lorient.

## Discographie
- 197? : Kantikou braz ar bed keltiek
- 197? : Concert public donné en l'abbaye de Landévennec
- 1982 : O hedal an deiz (En attendant le jour) / Missa keltia (Messe celtique)
- 198? : Hag e paro an heol - Chants pour une liturgie Bretonne (Kantikou a-vreman)
- 1992 : La Passion celtique / Ar basion vras, avec Ar Vro Bagan
- 1994 : Barzaz Breiz / Chant de bardes de Bretagne
- 1997 : Nedeleg (Noël)
- 2000 : Kalon ar bed / Le Cœur du monde (en public)
- 2001 : Buhez (vie)
- 2002 : Tristan et Yseult, avec Ar Vro Bagan
- 2008 : Deiz al lid (jour de fête)
- 2018 : Stér an dour (le sens de l'eau)

### Participations
- 1980 : Ar marh dall (Le Cheval aveugle) avec An Triskell
- 1998 : Le Vaisseau de pierre - Tri Yann
- 2006 : Je vous emporte dans mon cœur - Gilles Servat
- 2009 : Chants profanes et sacrés (compilation Coop Breizh)
- 2009 : Emerald - Alan Stivell